# トニ・シュニッチ
トニ・シュニッチ（Toni Šunjić, 1988年12月15日 - ）は、ユーゴスラビア（現ボスニア・ヘルツェゴビナ）・モスタル出身のボスニア・ヘルツェゴビナ代表サッカー選手。河南建業足球倶楽部所属。ポジションはDF（センターバック）。

## 経歴

### クラブ
2007年にプレミイェル・リーガのHŠKズリニスキ・モスタルでプロキャリアをスタート。2010-11シーズンにはジュピラーリーグ（ベルギー1部）のKVコルトレイクへ1年間期限付き移籍。2012年夏にはシーズンにはウクライナ・プレミアリーグのFCゾリャ・ルハーンシクへ完全移籍。
2014年夏にはロシア・プレミアリーグのFCクバン・クラスノダールへ完全移籍。
2015年8月27日、VfBシュトゥットガルトへ2018年までの3年契約で完全移籍した。
2017年1月20日、USチッタ・ディ・パレルモへシーズン終了まで半年間の期限付き移籍。
2017年6月15日、FCディナモ・モスクワへ完全移籍。2年ぶりにロシアへ復帰した。
2020年9月20日、中国超級の北京中赫国安足球倶楽部と契約。直後に河南建業足球倶楽部へ期限付き移籍となり、翌年1月より完全移籍へ移行した。

### 代表
2012にのボスニア・ヘルツェゴビナ代表に初選出。2014年のFIFAワールドカップ・ブラジル大会でグループリーグ2試合に出場した。

## 代表歴

### 出場大会
- ボスニア・ヘルツェゴビナ代表
  - 2014 FIFAワールドカップ

### 試合数
- 国際Aマッチ 41試合 1得点（2012年-2020年）[5]

| ボスニア・ヘルツェゴビナ代表 | 国際Aマッチ | 国際Aマッチ |
| 年                           | 出場        | 得点        |
| ---------------------------- | ----------- | ----------- |
| 2012                         | 3           | 0           |
| 2013                         | 2           | 0           |
| 2014                         | 9           | 0           |
| 2015                         | 6           | 0           |
| 2016                         | 5           | 0           |
| 2017                         | 4           | 1           |
| 2018                         | 8           | 0           |
| 2019                         | 3           | 0           |
| 2020                         | 1           | 0           |
| 通算                         | 41          | 1           |

## タイトル
ズリニスキ・モスタル
- ボスニア・ヘルツェゴビナカップ : 2007-08
- プレミイェル・リーガ : 2008-09